# Naturschutzgebiet Sutschketal
Das Naturschutzgebiet Sutschketal ist ein 59 Hektar großes Naturschutzgebiet zwischen Krummensee und Bestensee im Landkreis Dahme-Spreewald in Brandenburg.

## Lage und Geschichte
Krummensee ist ein östlich gelegener Gemeindeteil des Ortsteils Schenkendorf der Stadt Mittenwalde. Das südöstliche Ufer des namensgebenden Krummen Sees ist bereits Bestandteil des Naturschutzgebietes. Es erstreckt sich in einer Doppel-S-Form in Nord-Süd-Richtung bis zur Gemeinde Bestensee und geht in seiner Entstehung auf eine Glaziale Rinne zurück, die sich in der Brandenburg-Phase der Weichsel-Kaltzeit in einer Hochfläche aus Geschiebemergel ausgebildet hat. Das Tal ist rund zwei Kilometer lang und bis zu 250 Meter breit. Südlich des Krummen Sees ist der Überrest eines weitgehend verlandeten Sees erkennbar. Südlich hiervon liegt ein rund ein Hektar großes Gewässer, der Sutschkeweiher. Er ist durch den Pritzelgraben mit dem Krummen See verbunden.
Das Gebiet wurde bis in die 1950er Jahre als Hutewald genutzt; die Anwohner schlugen dort Brennholz. Hinzu kam der Abbau von Ton, der sich östlich der Rinne an Hängen abgelagert hatte. Er wurde von den Anwohnern als Baumaterial für Häuser, Scheunen und zum Ofenbau verwendet. Durch die Nutzung bzw. den Abbau fiel vergleichsweise viel Tageslicht auf den Boden und an die Talhänge. In den 1970er Jahren gaben die Bauern die Wiesen im Talgrund nach und nach auf. Der Abbau des Tons wurde eingestellt. Auf den offenen Flächen wuchsen fortan Erlen und Weidengebüsche. Der Regionalverband Dahmeland des NABU führt seit den 1980er Jahren Mäharbeiten an ausgewählten Feuchtwiesen und Trockenrasenflächen im Süden des Gebietes durch. 1995 erfolgte die Unterschutzstellung. 2017 wurde ein neuer Moorsteg eingeweiht, der das Durchqueren des Tals trockenen Fußes ermöglicht.

## Flora und Fauna

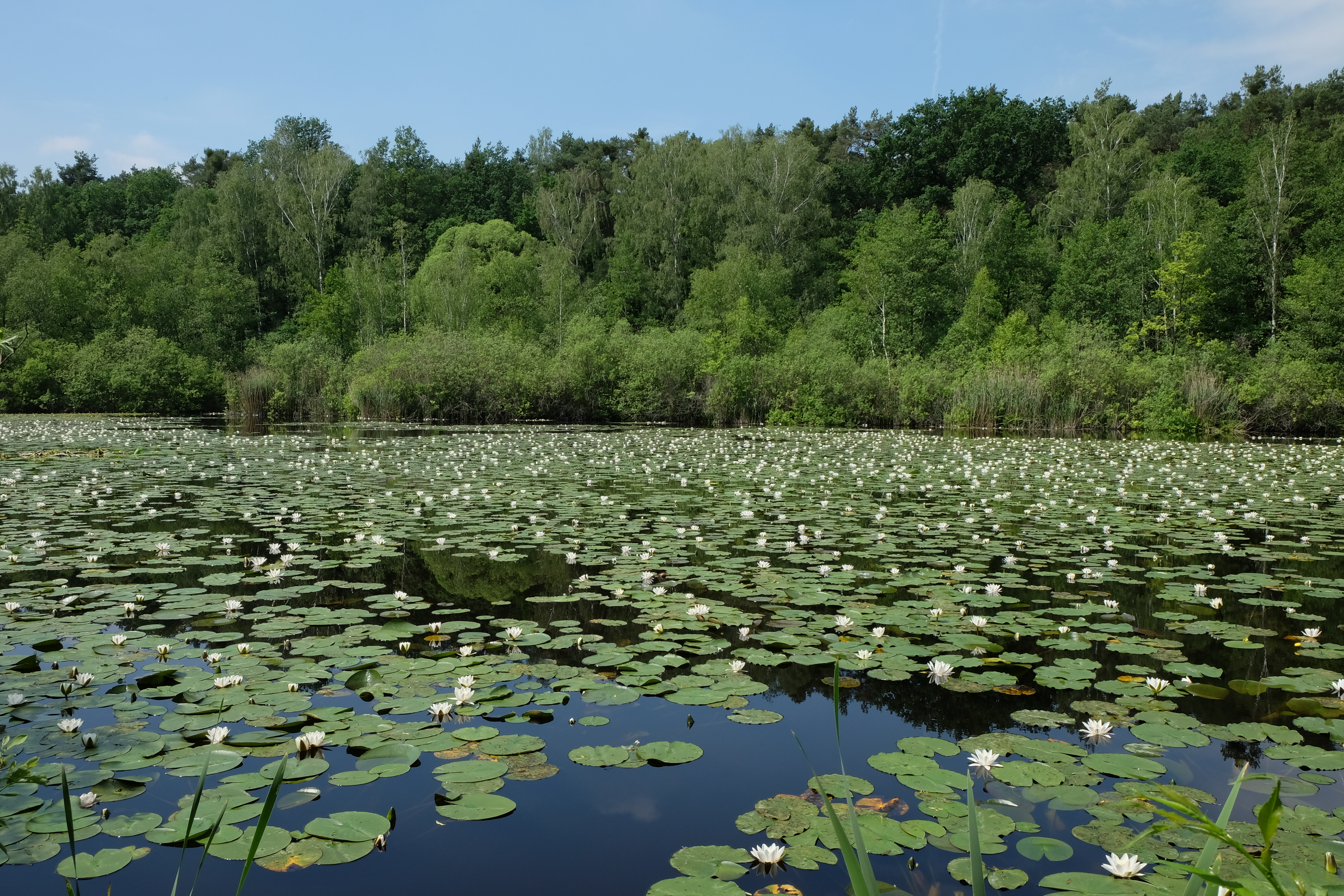
Sutschke-See

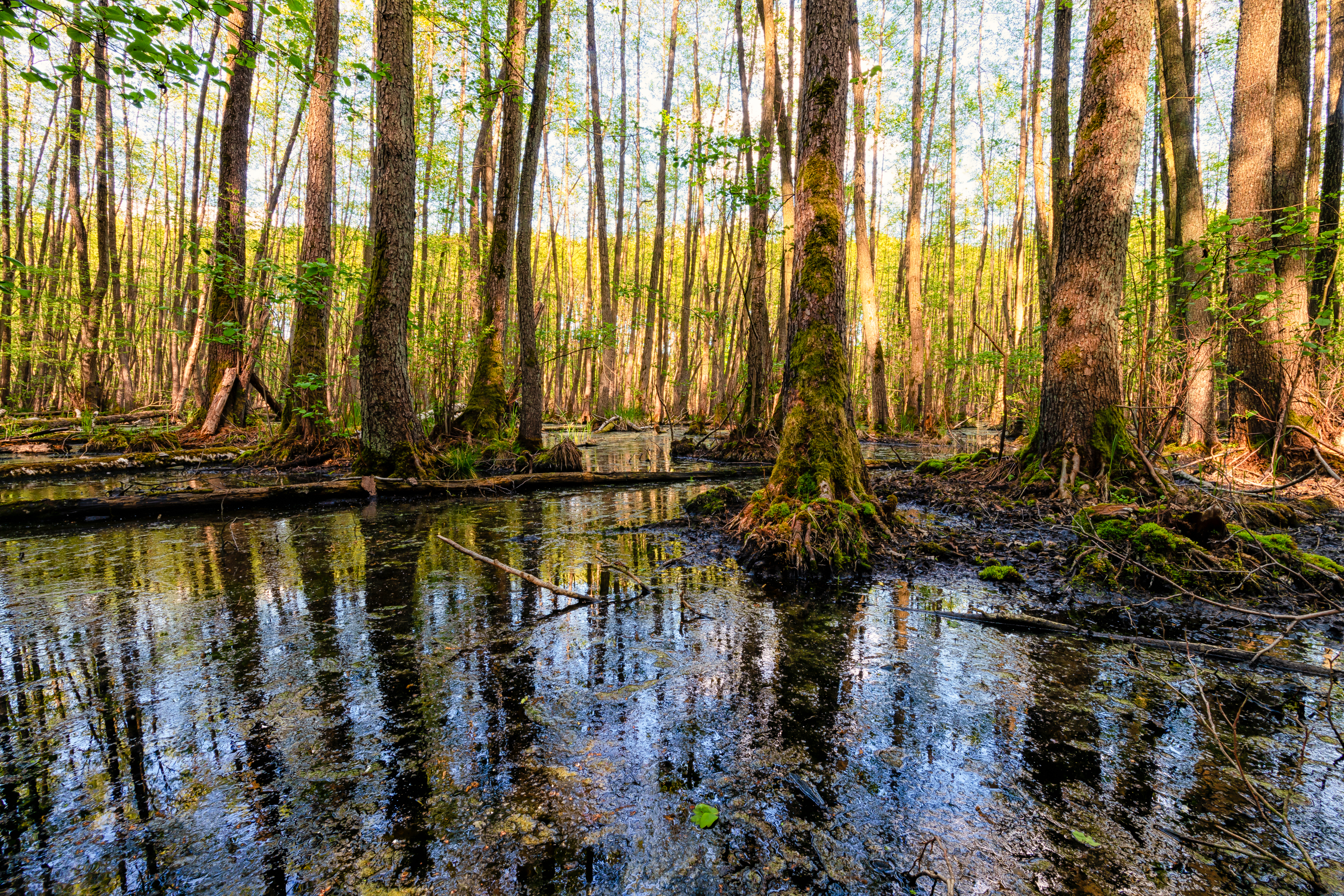
Sutschketal bei Krummensee

Als Schutzzweck beschreibt die Verordnung des Landes Brandenburg „die Erhaltung und Entwicklung des Gebietes als Standort seltener, in ihrem Bestand bedrohter wildwachsender Pflanzengesellschaften, insbesondere von Schwimmblattgesellschaften, Röhrichten, Erlenbrüchen, Seggenrieden und Feuchtwiesen sowie naturnahen Stieleichenwäldern, Trockenrasen und Saumgesellschaften an den Hängen“. Darüber hinaus soll der Lebensraum bedrohter Tierarten geschützt werden. Im Naturschutzgebiet brüten und leben Rallen und Enten. Es dient als Rückzugsraum für Amphibien und Kriechtiere sowie Insekten. Ein weiterer Schutzgrund sind die „mosaikartigen, eng miteinander vernetzten Biotopstrukturen.“
Der Talgrund besteht aus torfigen und tonig-schluffigen Feuchtwiesen, die sich mit offenen Moorflächen, Landröhrichte, und Erlenwäldern abwechseln. Die Feuchtwiesen wurden durch zunehmende Entwässerung zurückgedrängt. Auf den vorhandenen Flächen wachsen der Scharfe Hahnenfuß, die Kohlkratzdistel sowie mehrere Orchideenarten, die Prachtnelke, die Kuckucks-Lichtnelke sowie der Kleine Baldrian. Auf den kalkreichen Flächen wachsen Pfeifengräser. Die Schluchtwälder sind mit Eichen bewachsen; einzelne Flächen bestehen aus Trockenrasen. Dort wachsen der Ährige Ehrenpreis, die Kartäusernelke sowie das Steppen-Lieschgras. Die Erlen wachsen hauptsächlich im Bereich der Verlandungsflächen, leiden dabei aber unter der zunehmenden Entwässerung. Insgesamt wurden im Naturschutzgebiet 426 wildwachsende Farn- und Blütenpflanzen nachgewiesen, darunter 75 gefährdete oder stark gefährdete Arten.
Die Seenkette inmitten der Rinne gelten als eutroph mit einer Vegetation des Magnopotamions oder Hydrocharition. Dort leben unter anderem der Fischotter, der Moorfrosch, die Knoblauchkröte und der Kleine Wasserfrosch. Die Luft wird von 90 Brutvogelarten bevölkert, darunter von der Rohrweihe, der Rohrammer, der Rohrdommel, dem Sumpfrohrsänger, der Trauerseeschwalbe und dem Eisvogel. Mehrere Fledermausarten wurden im Gebiet nachgewiesen, z. B. die Wasserfledermaus, der Große Abendsegler, die Zwergfledermaus und das Braune Langohr.

## Entwicklung und Erschließung
Die Spätblühende Traubenkirsche hat sich neben Flieder und Liguster auf den zuvor lichten Waldflächen stark ausgebreitet und sollte mitsamt ihrer Wurzeln zurückgedrängt werden. Die Arbeiten hierzu begannen im Jahr 2016. Die Trockenrasenflächen sollen erhalten und ausgebaut werden, ebenso die lichten Eichwälder durch die Entnahme von jungen Gehölzen. Darüber hinaus ist geplant, alte Eichen freizustellen.
Durch das Tal führt ein 13 Kilometer langer Rundwanderweg, der mit einem blauen Kreuz auf weißem Grund markiert ist.

## Die Sage von der Entstehung des Sutschketals
Einer volkstümlichen Überlieferung nach bildeten der Steinberg, der Mühlenberg sowie der Mariendorfer Berg eine Hochfläche. Auf letzterem wohnte der Teufel mit seiner Großmutter. Als er seine Großmutter vor den Pflug spannte und mit der Peitsche antrieb, wurde diese wütend und lief in Nord-Süd-Richtung über den hoch gelegenen Acker. Der Pflug zerteilte die Fläche und das Sutschketal entstand.